# Step on silence
|  | Denne artikel er oprettet af botten PalnaBot ud fra en ekstern database. Den kan derfor have sproglige fejl eller mangler. Denne skabelon kan fjernes efter kontrol af indholdet. |

Step on silence er en film instrueret af Jørgen Leth efter manuskript af Jørgen Leth.

## Handling
En film om det hårde slid bag de strålende præstationer - et tema Jørgen Leth har dyrket i flere betydelige dokumentarfilm. Denne gang er det på ny balletdanserens arbejde i prøvesalen, der har fascineret ham, idet han er vendt tilbage til det ikke-anvendte materiale til filmen "Peter Martins - en danser" fra 1978. Stoffet har Leth i samarbejde med Kristian Levring redigeret til en film, som især i sin form adskiller sig væsentligt fra den oprindelige film. Leth betragter selv sin film som "en personlig rapport, en håndskrift" om oplevelsen af intense, søgende, muntre, håbløse og - først og sidst - skabende øjeblikke i New York City Ballets spartansk udstyrede prøvesale. Der vises klip fra "Chaconne" med Peter Martins og Suzanne Farrell, samt prøver med Martins, Farrell, balletpædagog og instruktør Stanley Williams, koreograf Jerome Robbins og danserne Merrill Ashley, Danny Duell og Heather Watts.